# فهرست شهرستان‌های استان خراسان شمالی
استان خراسان شمالی در حال حاضر ۱۰ شهرستان دارد. شهرستان بجنورد تنها شهرستان در این استان است که نامش در اصلاحیه دومین قانون تقسیمات کشوری ایران در دی ۱۳۱۶ ذیل استان شمال شرق به میان آمد. بر این اساس این شهرستان در دی ۱۳۱۶ یکی از هفت شهرستان تشکیل‌دهندهٔ استان نهم بود. شهرستان اسفراین در ۱۳۳۹ با انتزاع بخش‌هایی از شهرستان‌های سبزوار (اکنون در استان خراسان رضوی) و بجنورد ایجاد شد. همان سال شهرستان شیروان از شهرستان قوچان (اکنون در خراسان رضوی) منتزع شد. شهرستان جاجرم در ۱۳۷۶ و شهرستان مانه و سملقان در ۱۳۷۹ ایجاد شدند. ایجاد شهرستان فاروج همزمان با تقسیم استان خراسان در ۱۳۸۳ صورت گرفت. شهرستان قوچان که مصر بود در استان خراسان رضوی بماند، دو تکه شد و بخش فاروج آن پس از ارتقا به شهرستان در استان خراسان شمالی قرار گرفت. وضعیت استثنایی حوزهٔ انتخابیهٔ قوچان و فاروج که تنها حوزهٔ انتخابیهٔ مشترک بین دو استان در کل ایران است مولود همین دوپارگی است. از آن زمان تاکنون تلاش‌های فراوانی برای الحاق شهرستان‌های قوچان و درگز از خراسان رضوی به خراسان شمالی صورت گرفته‌است. سه شهرستان گرمه، راز و جرگلان و بام و صفی‌آباد در استان خراسان شمالی متولد شدند.
هر شهرستان ۱ تا ۳ بخش و هر بخش ۱ تا ۵ دهستان دارد. در مجموع استان خراسان شمالی ۱۹ بخش، ۴۵ دهستان، و ۲۴ شهر دارد. شهرستان‌های شیروان و مانه و سملقان هر کدام با ۴ شهر، بیشترین نقاط شهری در استان را دارند. بجنورد پرجمعیت‌ترین و متراکم‌ترین شهرستان استان است و ۳۸ درصد جمعیت استان را در خود جای داده‌است. از آن طرف گرمه کم‌جمعیت‌ترین و جاجرم کم‌تراکم‌ترین شهرستان‌های استان هستند. مانه و سملقان با مساحت ۶٬۰۵۳ کیلومتر مربع پهناورترین شهرستان استان است و فاروج با ۱٬۶۱۵ کیلومتر مربع کوچک‌ترین. میانگین مساحت شهرستان در این استان ۳٬۵۵۴ کیلومتر مربع است و میانگین جمعیت ۱۰۷٬۸۸۷ نفر.

## شهرستان‌ها
| شهرستان            | بخش‌ها         | دهستان‌ها       | شهرها (مرکز†)         | سال تأسیس | جداشده از                     | جمعیت (۱۳۹۵) | مساحت (km²) | تراکم جمعیت (بر km²) | نقشه |
| ------------------ | ------------- | -------------- | --------------------- | --------- | ----------------------------- | ------------ | ----------- | -------------------- | ---- |
| اسفراین            | مرکزی         | آذری           | اسفراین†              | ۱۳۳۹      | شهرستان‌های بجنورد و سبزوار    | ۱۲۰٬۵۱۳      | ۵۰۱۹        | ۲۴                   |      |
| اسفراین            | مرکزی         | دامنکوه        | اسفراین†              | ۱۳۳۹      | شهرستان‌های بجنورد و سبزوار    | ۱۲۰٬۵۱۳      | ۵۰۱۹        | ۲۴                   |      |
| اسفراین            | مرکزی         | روئین          | اسفراین†              | ۱۳۳۹      | شهرستان‌های بجنورد و سبزوار    | ۱۲۰٬۵۱۳      | ۵۰۱۹        | ۲۴                   |      |
| اسفراین            | مرکزی         | زرق‌آباد        | اسفراین†              | ۱۳۳۹      | شهرستان‌های بجنورد و سبزوار    | ۱۲۰٬۵۱۳      | ۵۰۱۹        | ۲۴                   |      |
| اسفراین            | مرکزی         | میلانلو        | اسفراین†              | ۱۳۳۹      | شهرستان‌های بجنورد و سبزوار    | ۱۲۰٬۵۱۳      | ۵۰۱۹        | ۲۴                   |      |
| اسفراین            | بام و صفی‌آباد | بام            | صفی‌آباد               | ۱۳۳۹      | شهرستان‌های بجنورد و سبزوار    | ۱۲۰٬۵۱۳      | ۵۰۱۹        | ۲۴                   |      |
| اسفراین            | بام و صفی‌آباد | صفی‌آباد        | صفی‌آباد               | ۱۳۳۹      | شهرستان‌های بجنورد و سبزوار    | ۱۲۰٬۵۱۳      | ۵۰۱۹        | ۲۴                   |      |
| بجنورد             | مرکزی         | آلاداغ         | بجنورد†               | ۱۳۱۶      | –                             | ۳۲۴٬۰۸۳      | ۳۶۱۹        | ۹۰                   |      |
| بجنورد             | مرکزی         | بابا امان      | بجنورد†               | ۱۳۱۶      | –                             | ۳۲۴٬۰۸۳      | ۳۶۱۹        | ۹۰                   |      |
| بجنورد             | مرکزی         | بدرانلو        | بجنورد†               | ۱۳۱۶      | –                             | ۳۲۴٬۰۸۳      | ۳۶۱۹        | ۹۰                   |      |
| بجنورد             | گرمخان        | گرمخان         | حصار گرم‌خان           | ۱۳۱۶      | –                             | ۳۲۴٬۰۸۳      | ۳۶۱۹        | ۹۰                   |      |
| بجنورد             | گرمخان        | گیفان          | حصار گرم‌خان           | ۱۳۱۶      | –                             | ۳۲۴٬۰۸۳      | ۳۶۱۹        | ۹۰                   |      |
| جاجرم              | مرکزی         | میان‌دشت        | جاجرم†                | ۱۳۷۶      | شهرستان‌های بجنورد و اسفراین   | ۳۶٬۶۷۳       | ۳۴۸۶        | ۱۱                   |      |
| جاجرم              | جلگه شوقان    | شوقان          | شوقان                 | ۱۳۷۶      | شهرستان‌های بجنورد و اسفراین   | ۳۶٬۶۷۳       | ۳۴۸۶        | ۱۱                   |      |
| جاجرم              | جلگه شوقان    | طبر            | شوقان                 | ۱۳۷۶      | شهرستان‌های بجنورد و اسفراین   | ۳۶٬۶۷۳       | ۳۴۸۶        | ۱۱                   |      |
| جاجرم              | جلگه سنخواست  | چهارده سنخواست | سنخواست               | ۱۳۷۶      | شهرستان‌های بجنورد و اسفراین   | ۳۶٬۶۷۳       | ۳۴۸۶        | ۱۱                   |      |
| جاجرم              | جلگه سنخواست  | دربند          | سنخواست               | ۱۳۷۶      | شهرستان‌های بجنورد و اسفراین   | ۳۶٬۶۷۳       | ۳۴۸۶        | ۱۱                   |      |
| راز و جرگلان       | مرکزی         | دهستان راز     | راز†                  | ۱۳۹۱      | بجنورد                        | ۵۹٬۲۱۰       | ۲۵۳۸        | ۲۳                   |      |
| راز و جرگلان       | مرکزی         | باغلق          | راز†                  | ۱۳۹۱      | بجنورد                        | ۵۹٬۲۱۰       | ۲۵۳۸        | ۲۳                   |      |
| راز و جرگلان       | جرگلان        | جرگلان         | یکه‌سعود               | ۱۳۹۱      | بجنورد                        | ۵۹٬۲۱۰       | ۲۵۳۸        | ۲۳                   |      |
| راز و جرگلان       | جرگلان        | حصارچه         | یکه‌سعود               | ۱۳۹۱      | بجنورد                        | ۵۹٬۲۱۰       | ۲۵۳۸        | ۲۳                   |      |
| راز و جرگلان       | غلامان        | غلامان         | غلامان                | ۱۳۹۱      | بجنورد                        | ۵۹٬۲۱۰       | ۲۵۳۸        | ۲۳                   |      |
| راز و جرگلان       | غلامان        | راستقان        | غلامان                | ۱۳۹۱      | بجنورد                        | ۵۹٬۲۱۰       | ۲۵۳۸        | ۲۳                   |      |
| شیروان             | مرکزی         | حومه           | شیروان† زیارت         | ۱۳۳۹      | قوچان                         | ۱۴۶٬۱۴۰      | ۳۹۴۵        | ۳۷                   |      |
| شیروان             | مرکزی         | زوارم          | شیروان† زیارت         | ۱۳۳۹      | قوچان                         | ۱۴۶٬۱۴۰      | ۳۹۴۵        | ۳۷                   |      |
| شیروان             | مرکزی         | زیارت          | شیروان† زیارت         | ۱۳۳۹      | قوچان                         | ۱۴۶٬۱۴۰      | ۳۹۴۵        | ۳۷                   |      |
| شیروان             | مرکزی         | سیوکانلو       | شیروان† زیارت         | ۱۳۳۹      | قوچان                         | ۱۴۶٬۱۴۰      | ۳۹۴۵        | ۳۷                   |      |
| شیروان             | مرکزی         | گلیان          | شیروان† زیارت         | ۱۳۳۹      | قوچان                         | ۱۴۶٬۱۴۰      | ۳۹۴۵        | ۳۷                   |      |
| شیروان             | سرحد          | تکمران         | لوجلی                 | ۱۳۳۹      | قوچان                         | ۱۴۶٬۱۴۰      | ۳۹۴۵        | ۳۷                   |      |
| شیروان             | سرحد          | جیرستان        | لوجلی                 | ۱۳۳۹      | قوچان                         | ۱۴۶٬۱۴۰      | ۳۹۴۵        | ۳۷                   |      |
| شیروان             | قوشخانه       | قوشخانه بالا   | قوشخانه               | ۱۳۳۹      | قوچان                         | ۱۴۶٬۱۴۰      | ۳۹۴۵        | ۳۷                   |      |
| شیروان             | قوشخانه       | قوشخانه پایین  | قوشخانه               | ۱۳۳۹      | قوچان                         | ۱۴۶٬۱۴۰      | ۳۹۴۵        | ۳۷                   |      |
| فاروج              | مرکزی         | فاروج          | فاروج†                | ۱۳۸۳      | قوچان                         | ۴۹٬۲۷۱       | ۱۶۱۵        | ۳۱                   |      |
| فاروج              | مرکزی         | سنگر           | فاروج†                | ۱۳۸۳      | قوچان                         | ۴۹٬۲۷۱       | ۱۶۱۵        | ۳۱                   |      |
| فاروج              | مرکزی         | شاه‌جهان        | فاروج†                | ۱۳۸۳      | قوچان                         | ۴۹٬۲۷۱       | ۱۶۱۵        | ۳۱                   |      |
| فاروج              | خبوشان        | تیتکانلو       | تیتکانلو              | ۱۳۸۳      | قوچان                         | ۴۹٬۲۷۱       | ۱۶۱۵        | ۳۱                   |      |
| فاروج              | خبوشان        | حصار           | تیتکانلو              | ۱۳۸۳      | قوچان                         | ۴۹٬۲۷۱       | ۱۶۱۵        | ۳۱                   |      |
| گرمه               | مرکزی         | بالادشت        | گرمه† درق ایور        | ۱۳۸۷      | جاجرم                         | ۲۵٬۴۷۵       | ۲۱۵۹        | ۱۲                   |      |
| گرمه               | مرکزی         | گلستان         | گرمه† درق ایور        | ۱۳۸۷      | جاجرم                         | ۲۵٬۴۷۵       | ۲۱۵۹        | ۱۲                   |      |
| سملقان             | مرکزی         | حومه           | آشخانه†               | ۱۳۷۹      | بجنورد                        | ۱۰۱٬۷۲۷      | ۶۰۵۳        | ۱۷                   |      |
| سملقان             | مرکزی         | جیرانسو        | آشخانه†               | ۱۳۷۹      | بجنورد                        | ۱۰۱٬۷۲۷      | ۶۰۵۳        | ۱۷                   |      |
| سملقان             | سملقان        | آلمه           | آوا قاضی              | ۱۳۷۹      | بجنورد                        | ۱۰۱٬۷۲۷      | ۶۰۵۳        | ۱۷                   |      |
| سملقان             | سملقان        | قاضی           | آوا قاضی              | ۱۳۷۹      | بجنورد                        | ۱۰۱٬۷۲۷      | ۶۰۵۳        | ۱۷                   |      |
| مانه               | مرکزی         | اترک           | پیش‌قلعه               | ۱۴۰۲      | سملقان (با نام مانه و سملقان) |              |             |                      |      |
| مانه               | مرکزی         | عشق‌آباد        | پیش‌قلعه               | ۱۴۰۲      | سملقان (با نام مانه و سملقان) |              |             |                      |      |
| مانه               | شیرین‌سو       | کهنه‌جلگه       |                       | ۱۴۰۲      | سملقان (با نام مانه و سملقان) |              |             |                      |      |
| مانه               | شیرین‌سو       | شیرین‌سو        |                       | ۱۴۰۲      | سملقان (با نام مانه و سملقان) |              |             |                      |      |
| استان خراسان شمالی | ۲۰            | ۴۵             | بجنورد† و ۲۳ شهر دیگر | ۱۳۸۳      | استان خراسان                  | ۸۶۳٬۰۹۲      | ۲۸٬۴۳۴      | ۳۰                   |      |

## نقشه

تراکم جمعیت به تفکیک شهرستان
شهرستان‌های خراسان در ۱۳۳۵
شهرستان‌های خراسان در ۱۳۴۵